# Byzantine du Louvre

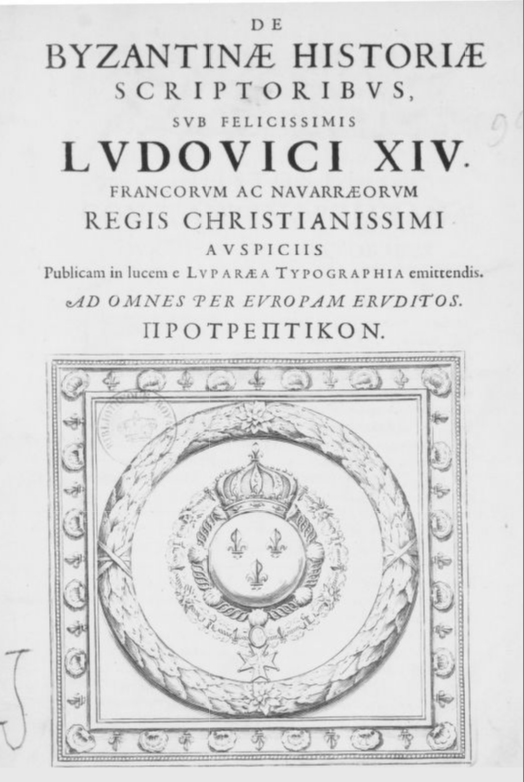
Corpus scriptorum historiæ byzantinæ.

De historiæ byzantinæ scriptoribus, coneguda habitualment com a Byzantine du Louvre, és una col·lecció de fonts històriques de l'Imperi Romà d'Orient publicades sota la direcció de Philippe Labbe (autor de la introducció), a qui li havia encomanat la tasca Jean-Baptiste Colbert. Els principals autors que recull són Joan Zonaràs, Nicetes Coniata, Nicèfor Gregoràs i Calcocòndiles, que formen un corpus complet d'història des de Constantí I el Gran fins al segle xv.
Fou compilada en un clima especial a la cort francesa, en la qual el rei Lluís XIV, desitjós de consolidar la seva supremacia sobre la noblesa francesa, pretenia reivindicar-se com a legítim successor dels emperadors llatins de Constantinoble i, en última instància, dels emperadors romans segons la doctrina de la translatio imperii. Montesquieu feu servir les fonts de la Byzantine du Louvre com a base per a la seva crítica mordaç de l'Imperi Romà d'Orient, que fou propagada per Voltaire i Edward Gibbon i influí sobre manera en la visió occidental de l'Imperi Romà d'Orient fins al segle xx. La publicació de la Byzantine du Louvre el 1648 i de la Historia Byzantina de Du Cange el 1680 estengué l'ús del nom «Imperi Bizantí» entre els autors francesos, incloent-hi el mateix Montesquieu.